# Токољак
Токољак је насељено мјесто у општини Сребреница, Република Српска, БиХ. Према попису становништва из 1991. у насељу је живјело 567 становника.

## Становништво 1991.
По посљедњем службеном попису становништва из 1991. године, насељено мјесто Токољак имало је 567 становника, сљедећег националног састава:
| Националност       | 1991.        |
| Муслимани          | 558 (98,41%) |
| остали и непознато | 9 (1,59%)    |
| укупно             | 567          |